# Ichinohe
Ichinohe (一戸町?) è una cittadina giapponese della prefettura di Iwate.